# Max Czornyj
Max Czornyj, Max von Czornyj, właściwie Maksymilian Dymitr Czornyj (ur. 6 września 1989 w Lublinie) – polski adwokat i pisarz.

## Życiorys
Urodził się w Lublinie, w rodzinie o korzeniach niemiecko-rusińskich. Praktykował prawo w Polsce i we Włoszech. Ukończył aplikację adwokacką przy Okręgowej Radzie Adwokackiej w Lublinie.
Jego książki sprzedały się w ponad milionie egzemplarzy. Znalazł się na listach 20 najbogatszych polskich pisarzy 2020 i 2022 roku magazynu Wprost.
Autor thrillerów z cyklu o komisarzu Eryku Deryle, wydawanych przez wydawnictwo Filia w serii Mroczna Strona. W 2019 zapoczątkował serię z duetem Langer/Rembert. Jednocześnie tworzy powieści i opowiadania oparte na autentycznych zbrodniach (seria: Na Faktach).
Opublikował również artykuły naukowe, m.in. z zakresu prawa międzynarodowego publicznego, prawa włoskiego oraz sanmaryńskiego. Prowadzi odcinki w 2. oraz 3. sezonie programu Opowiem Ci o zbrodni, zrealizowanego dla CI Polsat.
W lipcu 2020 opublikował pierwszą w dorobku powieść obyczajową z wątkiem historyczno-obozowym Córka nazisty.

## Twórczość

### Cykl thrillerów o komisarzu Deryło
1. Grzech (11 X 2017), ISBN 978-83-8075-332-7[11]
2. Ofiara (4 IV 2018), ISBN 978-83-8075-411-9.
3. Pokuta (17 X 2018), ISBN 978-83-8075-541-3[12]
4. Trauma (24 IV 2019), ISBN 978-83-8075-669-4[13]
5. Klątwa (16 X 2019) ISBN 978-83-8075-913-8[14]
6. Zjawa (15 IV 2020) ISBN 978-83-8195-094-7[15]
7. Bestia (14 X 2020) ISBN 978-83-8195-277-4[16]
8. Krew (5 V 2021) ISBN 978-83-8195-458-7.
9. Pacjent (27 X 2021), ISBN 978-83-8195-711-3.
10. Piekło (17 V 2022), ISBN 978-83-8195-941-4.
11. Fatum (17 V 2023), ISBN 978-83-8280-683-0.
12. Geneza zła (25 X 2023) ISBN 978-83-8357-039-6
13. Apogeum zła (11 IX 2024) ISBN 978-83-8357-606-0

### Cykl thrillerów o komisarz Lizie Langer i profilerze Oreście Rembercie.
1. Ślepiec (27 II 2019), ISBN 978-83-8075-617-5[17]
2. Grób (12 II 2020), ISBN 978-83-8075-997-8[18]
3. Mord (29 IX 2021), ISBN 978-83-8195-648-2.
4. Wina (12 VII 2023),

ISBN 978-83-8280-853-7.

### Cykl thrillerów o mortaliście Honoriuszu Mondzie
1. Mortalista (13 IV 2022), ISBN 978-83-8195-892-9.
2. Spirytystka, ISBN 978-83-8280-226-9.
3. Inkarnator (2023), ISBN 978-83-8280-561-1.
4. Zmora (2023), ISBN 978-83-8280-867-4.

### Powieści z serii „Na Faktach” o prawdziwych postaciach historycznych
Seryjni mordercy:
- Rzeźnik (14 VIII 2019), ISBN 978-83-8075-787-5[19] – oparta na historii Józefa Cyppka
- Zimny chirurg (2 IX 2020), ISBN 978-83-8195-217-0[20] – oparta na historii Edmunda Kolanowskiego
- Jestem mordercą (16 VI 2021), ISBN 978-83-8195-524-9[21] – oparta na historii Jacka Unterwegera

Zbrodniarze nazistowscy:
- Bestia z Buchenwaldu (1 IX 2021), ISBN 978-83-8195-606-2 – oparta na historii Ilse Koch
- Kat z Płaszowa, ISBN 978-83-819-5808-0 – oparta na historii Amona Götha
- Mengele Anioł śmierci z Auschwitz, ISBN 978-83-8280-290-0 – oparta na historii Josefa Mengele

Inni:
- Kat Hitlera, ISBN 978-83-8280-595-6 – oparta na historii Johanna Reichharta
- Czerwony Terror, ISBN 978 838 280 130 9 – oparta na historii Włodzimierza Lenina

### Inne thrillery
- Najszczęśliwsza (5 IX 2018), ISBN 978-83-8075-518-5[22]
- Inna (19 VI 2019), ISBN 978-83-8075-712-7[23]
- Wielbiciel (17 VI 2020), ISBN 978-83-8195-150-0[24]
- Sezon drugi (27 I 2021) ISBN 978-83-8195-384-9.
- Terror (24 II 2021) ISBN 978-83-8195-392-4.
- Obcy (23 II 2022) ISBN 978-83-8195-832-5.

### Powieści obyczajowe oraz historyczne
- Córka nazisty (29 VII 2020) ISBN 978-83-8195-210-1[25].
- Miłość i wojna (24 III 2021) ISBN 978-83-8195-423-5.
- Sanatorium Zagłada (28 VII 2021) ISBN 978-83-8195-606-2.

### Książki dla dzieci
Cykl Zagadkowi Agenci:
- Sekret Magika (2022), ISBN 978-83-8195-945-2.
- Sekret Świąt (2022), ISBN 978-83-8280-268-9.
- Sekret Skarbu (2023), ISBN 978-83-8280-624-3.
- Sekret ducha (2023), ISBN 978-83-8280-947-3.

Opowiadania w zbiorach:
- Zabójczy pocisk (31 X 2018), ISBN 978-83-63842-89-5[26].
- Balladyna (30 X 2019), ISBN 978-83-8075-693-9[27].
- Opowiem Ci o zbrodni 2 (17 IX 2019), ISBN 978-83-954305-0-3[28].
- Seryjni mordercy (28 X 2020), ISBN 978-83-81-9529-1-0.
- Opowiem Ci o zbrodni 3 (12 XI 2020), ISBN 978-83-66644-14-4.

Jest autorem scenariusza serialu kryminalnego audio Terror zrealizowanego przez Storytel(aplikacja do słuchania audiobooków), ISBN 978-91-7860-116-5.